# Turi Elemér
Turi Elemér, névváltozatok: Thury, Turgonyi, teljes nevén: Turi-Turgonyi Elemér Lajos Ernő (Mezőtúr, 1874. április 3. – Budapest, Terézváros, 1944. június 21.) színész, rendező, színházigazgató.

## Életpályája
Édesapja Turi-Turgonyi Lajos mezőtúri református lelkész, híres szónok, több cikluson keresztül országgyűlési képviselő, édesanyja Korponay Aranka. Érettségi után Budapesten orvostanhallgató volt, majd jogász lett, de titokban beiratkozott a színiiskolába, melyet kitüntetései végzett el és 1893-ban Krecsányi Ignác buda-temesvár-pozsonyi társulatához szerződött, ahol kilenc évet töltött mint hősszínész. Egyéb állomáshelyei Pécs (özv. Tiszayné, majd később Kövessy Albert), Kolozsvár (Megyeri Dezső), Pozsony (Relle Iván), Debrecen (Zilahy Gyula) és főként Budapest voltak. Kortársai a legszebb magyar színésznek nevezték. Tagja volt a Magyar- és 1903–1905 között a Király Színháznak. 1907-ben részt vett a Budapesti Színház megnyitó előadásán. 1908–09-ben Kövessy Albertnél szerepelt, 1909–10-ben a Városligeti Színkör rendezője volt. 1911-től 1913-ig színigazgató volt a sopron-szombathely-makó-újvidéki színikerületben, de nemsokára tönkrement, mire filmszínész lett.
Az első világháborúban bevonult katonának az 1. honvédhuszár ezredhez. Tiszti rangjáról még a híres Véderő-vita alatt mondott le és mint őrmester vonult hadba. Megszerezte az ezüst vitézségi érmet és visszakapta a hadnagyi rangját. Háromszor megsebesült, két Signum Laudist kapott a kardokkal és mint 75%-os rokkant százados szerelt le 1918. december 10-én. A Sebesültek Érme és a Károly-csapatkereszt tulajdonosa. A világháború után a katonaszínészek szövetsége Turit választotta elnökévé.
Megszerezte az Újpesti Színházat, megalakította a Madách Színházat és pénzsegélyt eszközölt ki minden leszerelt színész részére. 1919 szeptemberében a Várszínház helyettes igazgatója és rendezője volt, 1924–25-ben a Magyar Színházban lépett fel, majd 1925-ben tagja lett a Művész Színpad vezetőségének. 1924 szeptember havában dr. Faludi Jenő az Unióhoz szerződtette, nemsokára azután (1925. október 15.) nyugdíjba ment. Tizenkét éven át volt az Országos Színészegyesület igazgató tanácsosa, egy ízben alelnöke.
21 éves korában a Nemzeti Színházban vendégszerepelt a Himfy, Essex gróf és Marianna főszerepében. Pozsonyban 1901 márciusában az Ocskay brigadéros premierje után a Burg Színház kínálta meg szerződéssel, azonban az ajánlatot nem fogadta el. Mint nyugdíjas néhányadmagával 1928-ban megalakította a Magyar nyugdíjas színészek egyesületét, melynek alelnökévé választották meg.
Szerepelt filmen és rádióban is.

### Magánélete
Első neje: Csige Böske színésznő, 1914-ben elváltak. Második neje: Károlyi Sári (Kumberger Sarolta Katalin Mária) színésznő, akit 1917. május 8-án vett feleségül Budapesten, az Erzsébetvárosban. Két gyermekük született: András (1918–2002) író, újságíró és Pál (1919–2008) színész.

## Művei
- Asszonyok, színmű 3 felvonásban. Bemutató 1911 májusában, Debrecenben.
- Viszontlátásra, János (regény, 1944)

## Főbb színházi szerepei
- Bánk bán
- Romeó
- Ádám (Madách Imre: Az ember tragédiája)
- Essex gróf
- Hamlet
- Vasgyáros
- Aranyember
- Rafael (Herman Heijermans: Gettó)
- Ocskay brigadéros (Herczeg Ferenc: Ocskay brigadéros)
- A férj (Molnár Ferenc: A vörös malom)

## Filmszerepei
- Az utolsó bohém (1913) – Gál Sándor ügyvéd
- Rablélek (1913) – Kertay kovácsmester
- Négyujjú (1913)
- A munkászubbony (1914)
- A könnyelmű asszony (1916)
- Az elrabolt szerencse (1919) – Juszuf herceg
- Teherán gyöngye (1919)
- Szép Ilonka (1920) – Mátyás király
- Little Fox (1920)
- Pax vobiscum (1920)
- A bilincsbevert folyam (1920)
- A fogadalom (1920) – Orlay Gergely
- Páter Sebastian (1920)
- Drakula halála (1921) – főorvos
- A gyimesi vadvirág (1921)
- A corneville-i harangok (1921) – Gaston de Lüssené márki
- New-York express kábel (1921)
- Petőfi (1922) - Széchényi István gróf
- Gazember!? (1922) – Dijazzi Róbert
- Csárdáskirálynő (1927)
- Két fogoly (1937) – fogadóbizottsági tag
- Marika (1937) – vendég az estélyen
- A leányvári boszorkány (1938) – táncoló úr a jelmezbálon
- Két lány az utcán (1939) – vendég az esküvőn
- A miniszter barátja (1939) – Kucsera rokona
- Áll a bál (1939) – gróf
- Bercsényi huszárok (1939) – bálozó
- Halálos tavasz (1939) – Ralben Ottó barátja
- Semmelweis (1939) – professzor a kongresszuson
- Garszonlakás kiadó (1939) – klubtag
- Fűszer és csemege (1939) – Szöreghy Béla, a Kúria elnöke, vevő a csemegeüzletben
- Erdélyi kastély (1940) – vendég Monostoriéknál
- Göre Gábor visszatér (1940) - falusi férfi
- Hazajáró lélek (1940) – Talber János inasa
- Beáta és az ördög (1940) – bálozó
- Sárga rózsa (1940) – Sajgató gazda
- Lángok (1940) – bank elnökségi tag
- Ma, tegnap, holnap (1941)
- Néma kolostor (1941) – bécsi arisztokrata
- A beszélő köntös (1941) – tanácstag
- Szabotázs (1941)
- Csákó és kalap (1941)
- Bob herceg (1941) – luxoniai polgár
- Egy éjszaka Erdélyben (1941) – vendég az estélyen
- Dr. Kovács István (1941) – „nagytiszteletű úr” a lakodalomban
- Az utolsó dal (1941) – statiszta a színházban
- Kádár kontra Kerekes (1941) – klubtag
- Emberek a havason (1941-42) – orvos szerzetes
- Tavaszi szonáta (1942) – vendég
- Kadettszerelem (1942) – főtiszt, vendég az ünnepségen
- Halálos csók (1942) – vendég az estélyen
- Jelmezbál (1942) – bálozó
- Férfihűség (1942) –  mérnök
- Éjféli gyors (1942) – orvos
- Fekete hajnal (1942) – ékszerész
- Heten, mint a gonoszok (1942) – Dr. Kiss ügyvéd
- Késő (1943) – orvos a színházban
- Anyámasszony katonája (1943)
- Zenélő malom (1943) – vendég Rétfalvyéknál
- Szováthy Éva (1943) – társaságbeli úr
- Tengerparti randevú (1943) – Józsi bácsi, portás az  akadémián
- A Benedek-ház (1943) – vidéki főorvos
- Magyar sasok (1943) – ezredes
- Zörgetnek az ablakon (1943)
- Fiú vagy lány? (1944) – orvos